# Anthony Knockaert
Anthony Knockaert (Roubaix, 20 november 1991) is een Frans-Belgische voetballer die doorgaans als vleugelaanvaller speelt. Hij verruilde Fulham in september 2023 voor Valenciennes.

## Clubcarrière

### Guingamp
Knockaert stroomde in 2009 door vanuit de jeugd van EA Guingamp, waarmee hij vervolgens twee jaar in de Championnat National speelde. Tijdens het seizoen 2010-2011 promoveerde hij met de club naar de Ligue 2.

### Leicester City
Knockaert tekende op 1 augustus 2012 een driejarig contract bij Leicester City, op dat moment actief in de Championship. Hij scoorde zijn eerste doelpunt voor de club op 28 augustus 2012, in de League Cup tegen Burton Albion. Op 2 oktober 2012 scoorde hij zijn eerste competitiedoelpunten voor The Foxes, tegen Huddersfield Town.

### Standard Luik
Op 4 juni 2015 tekende Knockaert een vierjarig contract bij Standard Luik. Hij speelt er met rugnummer 7. Hij maakte zijn officiële debuut op 25 juli 2015 tegen KV Kortrijk (2-1 verlies). Hij maakte ook meteen zijn eerste doelpunt. Een week later maakte hij ook zijn Europese debuut tegen FK Željezničar (2-1 winst). Ook daar maakte hij meteen een doelpunt.

### Brighton & Hove Albion
Knockaert verbond zich op 7 januari 2016 aan Brighton & Hove Albion, dat op dat moment uitkwam in de Championship. Hij maakte op 5 februari van dat jaar zijn eerste goal, tijdens een 3-0-overwinning op Brentford. In 2017 promoveerde hij met zijn club naar de Premier League. In april 2017 werd Knockaert uitgeroepen tot speler van het jaar in de Championship. Gedurende het seizoen 2018/19 namens Knockaerts speelkansen bij Brighton & Hove Albion af. De club verhuurde hem gedurende het seizoen 2019/20 aan Fulham, op dat moment actief in de Championship.

### Fullham
Knockaert speelde in 2019/20 vrijwel iedere wedstrijd bij Fullham. De club en hij werden dat jaar vierde in de Championship en promoveerden daarna via de play-offs naar de Premier League. Voor Knockaert  was dat de derde promotie met de derde verschillende Engelse club. Eenmaal in de Premier League had coach Scott Parker alleen geen plannen meer met hem. Fulham verhuurde hem daarom in oktober 2020 aan Nottingham Forest. Dat werd daarmee zijn vierde club in de Championship. Knockaert trof bij zijn terugkeer bij Fullham deze keer een andere coach aan, Marco Silva. Van de volgende elf maanden, was hij er alleen negen geblesseerd. Hij bracht seizoen 2022/23 verolgens op huurbasis door bij achtereenvolgens Volos en Huddersfield Town.

### Valenciennes
Knockaert verruilde Fullham in september 2023 transfervrij voor Valenciennes, de nummer zestien van de Ligue 2 in het voorgaande seizoen. Hier tekende hij voor één jaar, met een optie voor nog een seizoen.

## Clubstatistieken
| Seizoen | Club                   | Competitie           | Competitie | Competitie | Beker | Beker | Europa | Europa | Totaal | Totaal |
| Seizoen | Club                   | Competitie           | Wed.       | Dlp.       | Wed.  | Dlp.  | Wed.   | Dlp.   | Wed.   | Dlp.   |
| ------- | ---------------------- | -------------------- | ---------- | ---------- | ----- | ----- | ------ | ------ | ------ | ------ |
| 2010/11 | EA Guingamp            | Championnat National | 23         | 2          | 4     | 2     | —      | —      | 27     | 4      |
| 2011/12 | EA Guingamp            | Ligue 2              | 36         | 10         | 3     | 2     | —      | —      | 39     | 12     |
| 2012/13 | Leicester City         | Championship         | 44         | 8          | 3     | 1     | —      | —      | 47     | 9      |
| 2013/14 | Leicester City         | Championship         | 42         | 5          | 6     | 2     | —      | —      | 48     | 7      |
| 2014/15 | Leicester City         | Premier League       | 9          | 0          | 2     | 0     | —      | —      | 11     | 0      |
| 2015/16 | Standard Luik          | Eerste klasse        | 20         | 5          | 3     | 0     | 4      | 2      | 27     | 7      |
| 2015/16 | Brighton & Hove Albion | Championship         | 21         | 5          | 0     | 0     | —      | —      | 21     | 5      |
| 2016/17 | Brighton & Hove Albion | Championship         | 45         | 15         | 0     | 0     | —      | —      | 45     | 15     |
| 2017/18 | Brighton & Hove Albion | Premier League       | 33         | 3          | 4     | 0     | —      | —      | 37     | 3      |
| 2018/19 | Brighton & Hove Albion | Premier League       | 30         | 2          | 6     | 2     | —      | —      | 36     | 4      |
| 2019/20 | → Fulham               | Championship         | 42         | 3          | 0     | 0     | —      | —      | 42     | 3      |
| 2020/21 | Fulham                 | Premier League       | 0          | 0          | 3     | 0     | —      | —      | 3      | 0      |
| 2020/21 | → Nottingham Forest    | Championship         | 34         | 2          | 1     | 1     | —      | —      | 35     | 3      |
| 2021/22 | Fulham                 | Championship         | 4          | 0          | 3     | 0     | —      | —      | 7      | 0      |
| 2022/23 | → Volos                | Super League         | 9          | 1          | 2     | 0     | —      | —      | 11     | 1      |
| 2022/23 | → Huddersfield Town    | Championship         | 5          | 0          | 0     | 0     | —      | —      | 5      | 0      |
| Totaal  | Totaal                 | Totaal               | 397        | 61         | 40    | 10    | 4      | 2      | 441    | 73     |

## Interlandcarrière
Knockaert is de zoon van een Belgische vader, en een Franse moeder. Hierdoor kan hij spelen voor zowel België, als Frankrijk. Hij speelde drie keer voor Frankrijk –21.

## Erelijst
Met  Leicester City
| Nationaal             |    |         |
| Kampioen Championship | 1x | 2013/14 |